# 中川原貞機

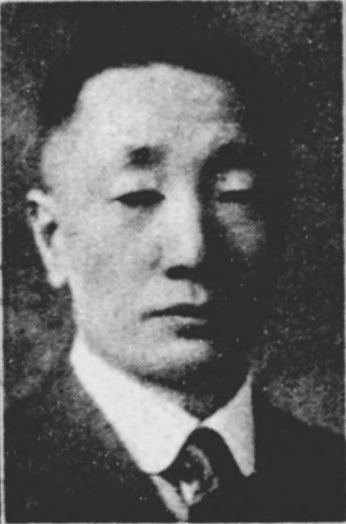
中川原貞機

中川原 貞機（なかがわら ていき、1876年（明治9年）7月2日 - 1948年（昭和23年）6月9日）は、大正から昭和時代前期の政治家、実業家。衆議院議員。

## 経歴
青森県三戸郡扇田村（浅田村を経て現在の五戸町）に生まれる。東京法学院を卒業後、家業を継ぎ、五戸産馬組合員、青森県産馬連合会役員を歴任し、多くの優良馬を育成する。1924年（大正13年）五戸産馬組合長の時、皇太子の乗用馬「ミヨシ」号を納める。その後、馬政局から産馬功労者として表彰を受けた。1925年（大正14年）浅田信用組合を創立し、組合長として経営に当たった。ほか、五戸銀行監査役、泉山銀行、五戸電気各取締役などを歴任した。
1928年（昭和3年）2月の第16回衆議院議員総選挙では青森県第1区から立憲政友会所属で出馬し、当選。台湾や樺太の森林事業を視察し、青森県の林業育成に役立てた。ほか、国立結核療養所を浅田村扇田に誘致した。その後、1935年（昭和10年）浅田村の第10代村長に就任した。